# 福知山オフレールステーション
福知山オフレールステーション（ふくちやまオフレールステーション）は、京都府福知山市土師にある日本貨物鉄道（JR貨物）の施設（オフレールステーション）である。

## 概要
京都府北部一帯のコンテナを集配し、拠点貨物駅へ発送する役割を持つ。
- 取扱貨物は、コンテナ貨物。12ftコンテナのみを取り扱う。
- 吹田貨物ターミナル駅へは当施設からの片道のみ、1日1本のトラック便が設定されている。吹田貨物ターミナル駅から当施設へ直接運行されるトラック便は設定されていない[1]。
- 百済貨物ターミナル駅との間に1日1往復、安治川口駅との間に1日1往復、大阪貨物ターミナル駅との間に1日2往復、それぞれトラック便が設定されている[1]。

## 荷役業者
- 日本通運舞鶴支店福知山事業所

## 主要荷主
- 丸玉産業舞鶴工場
- 神戸製鋼
- 日本製紙クレシア
- GSユアサ

## 施設周辺
- 国道9号
- 舞鶴若狭自動車道
- 日本製紙クレシア京都工場
- JR西日本 福知山駅・石原駅
- 土師川
- ホテルロイヤルヒル福知山
- ミニストップ 福知山インター店

## 歴史
- 1904年（明治37年）11月3日 - 国有鉄道山陰本線の福知山駅が開業。
- 1986年（昭和61年）11月1日 - 福知山駅での貨物の取扱を廃止。代替として福知山コンテナセンターを設置。
- 1987年（昭和62年）4月1日 - 国鉄分割民営化により、コンテナセンターは日本貨物鉄道（JR貨物）が継承。
  - この間 - 福知山駅構内から現在地に移転。
- 2006年（平成18年）4月1日 - 福知山オフレールステーションに改称。